# 朱亥
朱亥（?—?），战国时魏国的遊俠，有勇力，隱身市井之中當屠夫，居於大梁（今河南开封）。魏安釐王十九年（前258年），因侯嬴的推薦，成了信陵君的上宾，並幫助信陵君以四十斤铁锤擊殺將軍晉鄙，奪取兵權，解救趙國，事成之後，隐居不出。

## 後世紀念
- 李白作《俠客行》歌咏朱亥。
- 朱亥死後被當地人立廟祭祀，尊為「朱仙」，其故里亦改稱朱仙镇[1]。